# Деир ел Медина
Деир ел Медина (арап. دير المدينة) је староегипатско село у ком су живели мајстори и уметници који су подизали гробнице у Долини краљева током осамнесте, деветнесте и двадесете династије Новог царства (око 1550—1080. п. н. е.). Насеље је тада било познато под називом Сет маат, односно "Место истине" и људи који су живели ту су се звали "Слуге у месту истине". Током хришћанског периода, храм богиње Хатор који се налазио на овом месту је претворен у цркву и одатле долази арапско име овог насеља - Деир ел Медина или "манастир града".
Док је Хауард Картер истраживао новооткривену Тутанкамонову гробницу 1922. године, Деир ел Медину почиње да ископава тим који је водио Бернард Брујер. Када су археолози и египтолози кренули да истражују ово место нису могли да очекују да ће се у Деир ел Медини налазити најбоље документовани описи живота обичних људи у античком свету. Више од 400 година живота радника је забележено у различитим документима и нема другог налазишта где се организација, друштвене интеракције и услови за живот и рад могу тако детаљно истраживати.
Локалитет се налази на западној обали Нила, прекопута данашњег Луксора. Село је подигнуто у природном амфитеатру недалеко од Долине краљева која се налази северно од њега, погребних храмова источно и југоисточно и Долине краљица која се налази западно. Деир ел Медина је вероватно подигнута као одвојено насеље од Тебе како би се чувале тајне које су знали радници који су градили у Долини краљева, попут тога где се налази која гробница.

## Историја ископавања
Многи папируси су откривени током 1840-их година у близини села, али током 19. века су се проналазили само појединачни предмети. Прва озбиљна археолошка ископавања на овом месту су вршена између 1905. и 1909. године када је откривен велики број острака. Француски тим којим је руководио Бернард Брујер је ископао цео локалитет, укључујући и село, депонију и гробље, између 1922. и 1951. године. На жалост, данас се сматра да је због недостатка надгледања скоро пола пронађених папируса украдено без знања власти и руководилаца ископавања о њиховом нестанку. У близини села је пронађено око пет хиљада примерака остраке на којима су забележене информације о радовима и трговини, али и религији и књижевности. Јарослав Черни који је радио са Брувијером је током више од 50 година, све до његове смрти 1970. године, истраживао ово место и открио је бројна имена људи који су ту живели и то како су њихови животи изгледали.

## Село
Најранији остаци у селу су из периода владавине Тутмоса I (око 1506—1493. п. н. е.), а последњи су из Рамезидског перида. Када је насеље било на свом врхунцу, укупно је било 68 кућа које су прекривале површину од око 5.600 m². Насеље је такође имало и узак пут који је ишао кроз центар села, а могуће је да је био и покривен како би становници током дана били заштићени од Сунца. Куће су биле различитих величина, али просечна величина је била око 70 m². Зидови су били од ћерпића, а основа од камена. На зидове се наносило блато, а потом су фарбани у бело. На улазима у куће су се налазула дрвена врата, а могуће је да је на њима било урезано име особе која је становала ту. Куће су се састојале од четири до пет соба: улаза, главне сове, две мање собе, кухиње са подрумом и степеништа које је водило на кров. Због Сунца, прозори су се подизали мало више него што је то било уобичајно. Главна просторија је имала основу са степеницама од ћерпића која се можда користила као кућно светилиште или кревет. Скоро све куће су имале нише у зидовима у којима су се налазили мали олтари са статуама. Будући да су у селу боравили искусни мајстори који су подизали краљрвске гробнице, они су своје знање примењивали и приликом подизања властитих гробница. Њихове гробнице су имале малу уклесану капелу и пратеће објекте са пирамидеом, а унутрашњост је била осликана.
Верује се да због локације није било пријатно живети у Деир ел Медини. Село је подигнуто у долини усред пустиње и било окружено зидом што значи да ветрови и поветарци нису били чести, а да је околна пустиња рефлектовала Сунце и самим тим подизала температуру у насељу. Село је напуштено око 1110—1080. године пре нове ере током владавине Рамзеса XI (последњег владара чија је гробница подигнута у Долини краљева) због ризика попут пљачкаша гробница, либијских нападача и грађанског рата. Током птолемејског периода је овде подигнут храм богињи Хатор, на месту где се пре налазило светилиште ове богиња.

## Историјски извори из Деир ел Медине
Текстови који су пронађени у Деир ел Медини су јединствени, јер не нуде описе великих историјских догађаја, него свакодневног живота становника. Писма која су пронађена говоре о друштвеним одмосима и породичном животу становника. Сачувани су и документи трансакција који нуде јединствени увид у цене и размену у старом Египту, правни текстови, а пронађени су и записи чини. Многи примери најпознатијих дела староегипатске књижевности су пронађени у Деир ел Медини, а преводи хиљада папируса и острака још нису објављени.

### Живот у селу
У селу је живела мешовита популација египћана, нубијаца и азијата који су радили као занатлије, искусни мајстори и уметници у Долини краљева и околним храмовима. Радници су били подељени у две групе, леву и десну, које су радиле на супротним странама зидова гробница и по један човек је надгледао радове групе.
Пошто је главни бунар био на тридесет минута шетње од села, постојали су посебни радници који су доносили воду и тиме снабдевали село. Када су радили на подизању гробнице, радници су ноћили у кампу који се налазио у близини Погребног храма Хатшепсут. Пронађени историјски извори сведоче да су се радницима доносили кувани оброци из села.
На основу упоредне анализе прихода и цена, данашњи истраживачи су дошли до закључка да би се радници могли сматрати припадницима средње класе. Као државни радници били су исплаћивани робом, али многи су имали и по два посла. Током великих фестивала као што је хеб сед радницима је дељена додатна храна и пиће како би могли да уживају у прослави.
Радну недељу је чинило осам радних дана након којих су имали право на два слободна дана. Ипак, постојала је могућност да радник узме шест дана слободно током месеца у случају да је болестан или има породични разлог за то, а постојали су и ређи разлози попут тога да весла са женом или да је мамуран. Наравно, број радних дана је варирао, али забележено је да су радници из Деир ел Медине током владавине Мернептаха имали више од трећине године слободно. Током слободних дана радници су могли да раде на својим гробницама и будући да су били најбољи у старом Египту, њихове гробнице су међу најбољима у Тебанској некрополи. Ипак, послови у Деир ел Медини су се преносили са колена на колено и родитељи су обучавали децу да их наследе.
Радници су такође били и образовани и велики део популације, укључујући и жене, је могао да чита и пише. Пронађени су примерци љубавних песама које описују пријатељства између различитих полова, а и то да су и жене и мушкарци пили алкохол у друштвеним приликама. Бракови обичних људи у старом Египту су били моногами, али не зна се много о церемонији склапања брака. Бракови су имали друштвену функцију и вило је уобичајно да породица има чак шест или седам детета, а неки су имали и по десет. Међутим, бракови нису били трајни и постоје писани извори о разводима и поновним удајама. Постоји писани извор да је жена, Меримат, тражила развод због начина на који се понашала њена свекрве. Робиње су такође могле да послуже као сурогат-мајке у случају да муж и жена нису могли да направе дете и овим процесом су добијале слободу.
Становници Деир ел Медине су могли слободно да се крећу унутар зидина насеља и да га напусте, али из безбедносних разлога само људи који су морали да посете село су могли да уђу.

### Жене у насељу
Писани извори из Деир ел Медине нуде редак увид у то како су жене живеле током Новог царства. Држава је женама даривала слуге који су помагали у млевењу жита и прању веша. Жене радника су бринуле о деци и пекле хлеб који је био главни извор хране. По закону, жене су имале право на својину. Имале су своје приходе и припадала им је трећина породичних прихода - ово би припадало жени у случају развода или смрти мужа. Уколико би жена умрла прва, њено наслеђе би се преносило на децу, а не на мужа. Прављење пива у Деир ел Медини је обично надгледала домаћица, иако су радници често ову активност користили као изговор да узму слободне дане.

### Ред и закон
Радници и њихове породице нису били робови, већ слободни грађани који су имали своја права. У теорији, сваки слободан грађанин у старом Египту је могао да пише везиру и да тражи суђење. Деир ел Медина је имала свој суд који се бавио цивилним и криминалним случајевима, иако се најчешће бавио неисплаћивањем радника. Становници су сами себе заступали и случајеви су могли да трају и по неколико година, а један случај у који је био уплетен начелник "полиције" је трајао чак једанаест година. Локална полиција, Меџаји, су били одговорни за чување реда у селу и чували су краљевске гробнице.
Становници Деир ел Медине су се консултовали са пророцима око многих ствари у животу, укључујући и правду.

### Медицинска брига
Међу бројним примерцима остраке пронађеним у Деир ел Медини се налазе и они на којима су исписани медицински текстови и управо ови текстови нуде јединствен увид у медицину током Новог царства. Као и у свим другим египатским заједницама, становници су имали приступ различитим начинима решавања тегоба укључујући медицинске третмане, молитве и чини. Ипак, лечење је било специјализовано и текстови говоре да је у насељу радио "лекар" који је прегледао људе и нудио медицинске третмане и "шаптач шкорпија" који се бавио магијским исцељивањем уједа шкорипије.
Магијске чини и лекови су се често делили међу радницима, а постоје и списи који указују на то да су се чини преносиле са једног радника на другог без "образованог" особља да помогне у том пребацивању.McDowell Писани медицински текстови су били много ређи, али пронађено је неколико медицинских острака на којима је био исписан рецепт који је издао лекар. Ови документи су ретки зато што је лекар обично правио све компликованије лекове сам. Такође су пронађени документи на којима се наводе састојци за прављење различитих лекова.

### Популарна веровања
Ископавања која су вршена у Деир ел Медини су открила доста тога о верским обичајима и култувима тог периода. Државни богови су се обожавали уз разна личчна божанства без икаквог конфликта између државних и локалних верских пракси.
Заједница Деир ел Медине је имала између шеснаест и осамнаест капела, а велике су биле посвећене Хатор, Птаху и Рамзесу II. Радници су доста значаја давали Птаху и Решепху, као и писарима Тоту и Сешат који су били божанства њихових заната. Жене су овожавале Хатор, Таурет и Бес када су биле трудне и Мертсегер и Рененутет које су обезбеђивали храну и безбедност. Мертсегер (Она која воли тишину) је на локалном нивоу била значајна као божанство исто колико и сам Озирис.
Неколико генерација становници овог насеља су имали високо мишљење о Аменхотепу I и његовој мајци, краљици Ахмозе-Нефертари, који су били деификовани заштитници заједнице. Када је Аменхотеп преминуо постао је центар погребног култа села као Аменхотеп града. Када је краљица умрла, она је такође деификована и постала Господарица неба и Дама запада. Сваке године се у насељу славио "Фестивал Аменхотепа I" где су старешине вршиле улогу свештеника у церемонијама које су давале почаст њиховим локалним божанствима која нису обожавана нигде другде у Египту.

Молитве су се изрицале за одређено божанство као вотивни дарови, случно по стилу. Египћани су на стелама исписивали тужно како људи греше и скромно призивали бога да им опрости и покаже милост. На једном примерку из Деир ел Медине се позива Мертсегер како би помогла човеку који је у болу и она се умешала. Амон је био популарно вожанство међу сиромашнима и помагао им је, јер је био милостив и стрпљив. На једној стели је записано: 
[Амон] који долази када чује глас сиромашних у невољи, који даје дах оном ко је бедан.. Ти си Амон, Господар тихих, који долази када чује глас сиромашних, када те позовем током невоље Ти долазиш и спасаваш ме.. И ако је слуга био вољан да учини зло, Господар је вољан да опрости. Господар Тебе не проводи цео дан бесан, Његов бес пролази за тренутак, нимало не остаје. Његов дах нам се враћа у милости.. Нека твој ка буде даражљив, нека опростиш, неће се десити опет.
Тумачење снова је била врло честа активност. Књига снова је пронађена у гробници Кенхиркхопешефовој библиотеци и она је већ тада била стара. Ова књига се користила за тумачење различитих врста снова, али та тумачења нису била прецизна и слични снови су имали потпуно различита значења. У бројним случајевима је интерпретација сна била потпуно другачија од онога што је приказано у сну, јер би срећан сан значио тугу, уколико је сан био о богатству, то је протумачено да ће бити оскудице.
Неки од примера како су се снови тумачили су:
- Ако је човек видео у сну како умире, то је било добро и значило је да га чека дуг живот.
- Ако је човек видео како једе месо крокодила, то је било добро и значило је да ће постати званичник (попут сакупљача пореза).
- Ако је човек видео у сну видео себе у огледалу, то је било лоше и значило је да ће имати нов живот.
- Ако је човек видео у сну како открива своју задњу страну, то је било лоше и значило је да ћепостати сироче.[54]

У храму Хатор неколико занатљија је правило стеле њој у част. Једна таква стела је стела Неферсенут и на њој су приказани он и његов син како клече пред њом у људском облику и дају јој дарове.

### Штрајкови
Радници су у старом Египту у главном били добро плаћени, јер је исплаћивање било религијска дужност као јед од начина одржавања маата. Ипак, било је тренутака када држава није могла да исплати раднике и ово је доводило до проблема широм царства. Долазак гвозденог доба и колапс царства су довели до економске нестабилности.
Око 25. године владавине Рамзеса III, вероватно 1170. године пре нове ере, радници у Деир ел Медини дуже време нису били исплаћени и зато су оставили алатке и напустили посао. Ово је био најстарији забележени раднички штрајк у историји. Послали су писмо везиру у ком су се жалили на недостатак хране. Вође села су покушали да преговарају са њима, али радници су одбијали да се врате на посао док им се не испуне захтеви. Проблем је био у томе што су се радници исплаћивали у пшеници и због кашњења исплате су били гладни и приморани да сами купују пшеницу за исхрану. Након што је власт чула за њихове проблеме и обратила им се, радници су се вратили на посао. Али, због економске нестабилности и кризе у држави је дошло до још неколико штрајкова у Деир ел Медини. Током једног, када је вођа штрајка тражио од радника да га прате, они су му одговорили да им је било доста и вратили су се на посао. Ово није био последњи штрајк, али се исплата житом убрзо стабилизовала и више није било штрајкова током Рамзесове владавине. Међутим, зато што су вође биле на страни власти, радници им више нису веровали и изабрали су своје представнике. Касније ће бити још протеста и историјски избори бележе да их је било током владавине Рамзеса IX и Рамзеса X, неких педесетак година након првобитног штрајка.